# Martin Laciga
Martin Laciga (Aarberg, 25 de janeiro de 1975 – 22 de agosto de 2023) foi um voleibolista de praia suíço medalhista de prata no Campeonato Mundial de 1999 na França.

## Carreira
Ele foi casado com  a ex-jogadora brasileira Cláudia Laciga, e formando dupla com seu irmão Paul Laciga conquistou o terceiro lugar na edição do Campeonato Europeu de 1997 em Riccione, na edição de 1998 em Rodes sagraram-se campeões, obtendo o bicampeonato consecutivo em 1999 em Palma de Maiorca e o tricampeonato em 2000 nas cidades de Guecho e Bilbau.
Na temporada de 1999 esteve com Paul Laciga na conquista da medalha de prata do Campeonato Mundial de Vôlei de Praia realizado em Marselha, juntos disputaram a edição da Olimpíada de Sydney de 2000 terminaram na quinta colocação. Na edição do Campeonato Europeu de 2001 conquistou o vice-campeonato  na cidade de Jesolo, repetindo feito em 2002 na cidade de 
Basileia, foi eleito o melhor jogador da Suíça nas temporadas de 2000 e 2008.
Em  2004 encerrou a dupla com Paul Lagica após novo quinto lugar na edição da Olimpíada de Atenas de 2004 e a partir de 2005 esteve ao lado de Markus Egger, depois em 2006 com David Wenger, depois, no período de 2006-07 esteve com Paul Laciga e Jefferson Bellaguarda. No período de 2007-08 esteve com Jan Schnider e disputou a edição da Olimpíada de Pequim 2008 concluindo a na nona posição.
Em 2009 retomou a dupla com  e formou dupla com Jefferson Bellaguarda quando disputaram o Circuito Europeu de Vôlei de Praia de 2009 terminando em sétimo lugar no Masters de Baden e o décimo terceiro lugar no Campeonato Europeu de Vôlei de Praia de 2009 em Sochi e estiveram juntos no Circuito Mundial de Vôlei de Praia de 2009, terminando na vigésima quinta posição no Aberto de Mysłowice, décimo sétimo lugar no Grand Slam de Klagenfurt, nono posto no Grand Slam de Marseille e Aberto de Stare Jablonki,  as sétimas colocações nos Abertos de Aland e Haia, o quinto lugar no Grand Slam de Gstaad, o terceiro lugar no Grand Slam de Moscou e a medalha de ouro na etapa satélite de Lausana.
No Circuito Mundial de Vôlei de Praia  de 2010 esteve novamente compondo dupla com Bellaguarda, terminando na vigésima quinta colocação nos Abertos de Mysłowice e Praga, também no Grand Slam de Moscou, o décimo sétimo posto obtido nos Grand Slams de Roma e Gstaad, a nona posição nos Abertos de Xangai e Haia, bem como nos Grand Slams de Stavanger, Klagenfurt e Stare Jablonki, ainda terminaram em sétimo no Aberto de Brasília e como melhor resultado finalizaram em quinto no Aberto de Marseille; ainda disputaram o Campeonato Europeu de Vôlei de Praia de 2010 em Berlin, finalizando na nona posição. e foram campeões do Circuito Suíço de 2010.Na temporada 2011 a 2012 esteve ao lado de Jonas Weingart.
Laciga morreu em 22 de agosto de 2023, aos 48 anos.

## Títulos e resultados
- Aberto de Stare Jabłonki do Circuito Mundial de Vôlei de Praia de 2005
- Aberto do Mallorca do Circuito Mundial de Vôlei de Praia de 2004
- Aberto do Mallorca do Circuito Mundial de Vôlei de Praia de 2002
- Aberto do Cádiz do Circuito Mundial de Vôlei de Praia de 2002
- Aberto do Tenerife do Circuito Mundial de Vôlei de Praia de 2000
- Aberto de Mar del Plata do Circuito Mundial de Vôlei de Praia de 1998
- Aberto de Cidade do Cabo do Circuito Mundial de Vôlei de Praia de 2004
- Aberto de Atenas do Circuito Mundial de Vôlei de Praia de 2004
- Grand Slam de Berlim do Circuito Mundial de Vôlei de Praia de 2004
- Grand Slam de Marselha do Circuito Mundial de Vôlei de Praia de 2003
- Aberto de Espinho do Circuito Mundial de Vôlei de Praia de 2001
- Aberto de Stavanger do Circuito Mundial de Vôlei de Praia de 2001
- Aberto de Berlim do Circuito Mundial de Vôlei de Praia de 2001
- Aberto de Gstaad do Circuito Mundial de Vôlei de Praia de 2001
- Aberto do Tenerife do Circuito Mundial de Vôlei de Praia de 2001
- Aberto de Lignano do Circuito Mundial de Vôlei de Praia de 2000
- Aberto do Guarujá do Circuito Mundial de Vôlei de Praia de 2000
- Aberto de Marselha do Circuito Mundial de Vôlei de Praia de 1999
- Aberto de Lignano do Circuito Mundial de Vôlei de Praia de 1998
- Aberto de Vitória do Circuito Mundial de Vôlei de Praia de 2001
- Aberto de Ostende do Circuito Mundial de Vôlei de Praia de 2001
- Aberto de Xangai do Circuito Mundial de Vôlei de Praia de 2005
- Grand Slam de Moscou do Circuito Mundial de Vôlei de Praia de 2009
- Aberto de Rio de Janeiro do Circuito Mundial de Vôlei de Praia de 2004
- Aberto de Vitória do Circuito Mundial de Vôlei de Praia de 2000
- Aberto de Espinho do Circuito Mundial de Vôlei de Praia de 2000
- Aberto do Chicago do Circuito Mundial de Vôlei de Praia de 2000
- Grand Slam de Paris do Circuito Mundial de Vôlei de Praia de 2005
- Aberto de Salvador do Circuito Mundial de Vôlei de Praia de 2004
- Aberto de Rosarito do Circuito Mundial de Vôlei de Praia de 2000
- Aberto de Stavanger do Circuito Mundial de Vôlei de Praia de 1999
- Aberto de Tenerife do Circuito Mundial de Vôlei de Praia de 1999
- Aberto de Acapulco do Circuito Mundial de Vôlei de Praia de 1999
- Aberto de Vitória do Circuito Mundial de Vôlei de Praia de 1998
- Aberto de Moscou do Circuito Mundial de Vôlei de Praia de 1998
- Grand Slam de Espinho do Circuito Mundial de Vôlei de Praia de 1998
- Aberto de Tenerife do Circuito Mundial de Vôlei de Praia de 1997
- Aberto de Tenerife do Circuito Mundial de Vôlei de Praia de 1996
- Circuito Suíço de Voleibol de Praia de 2010

## Premiações individuais
- 2000- MVP do Circuito Suíço de Vôlei de Praia
- 2008- MVP do Circuito Suíço de Vôlei de Praia